# DDR-Fußball-Oberliga
DDR-Fußball-Oberliga var Östtysklands högstadivision i fotboll och existerade från 1949 till 1991. När DDR upplöstes 1990 försvann även Oberliga och Östtysklands fotbollsförbund (DFV) som ersattes av Nordösttysklands fotbollförbund (NOFV) som blev en del av Tysklands fotbollsförbund (DFB). Den sista serien 1990/91 med namnet NOFV-Oberliga avgjorde vilka av lagen i DDR-Oberliga som kvalificerade sig för Bundesliga respektive 2:a Bundesliga.

## Historia

### De första nationella mästerskapen

Laguppställning i finalen 1948

Fram till 1948 spelades fotboll främst på kommunal nivå och det fanns inget nationellt mästerskap. Ungdomsorganisationen Freie Deutsche Jugend (FDJ) gick här i täten och initierade en nationell tävling 1948 där vardera två lag från de fem östtyska länen fick delta, i regel ettan och tvåan i varje län. Den 13 juni började de första nationella mästerskapen som spelades som utslagsturnering. Finalen ägde rum den 4 juli i Leipzig inför 40 000 åskådare där SG Planitz från Sachsen slog Halle från Sachsen-Anhalt (1-0). Därmed fick Planitz egentligen delta i de västtyska mästerskapen och skulle möta 1. FC Nürnberg i kvartsfinalen men Planitz fick inte lov att delta. Året därpå infördes systemet med Betriebssportgemeinschaft (BSG) där klubben sponsrades av ett visst statligt företag som även betalade spelarnas löner. För dessa BSG-klubbar skapades en egen cuptävling (FDGB-Pokal) som anordnades av facket. Formatet med att ettan och tvåan i varje län deltar i mästerskapen bibehölls och slutspelet började den 8 maj 1949 som slutade med finalseger för ZSG Union Halle från Sachsen-Anhalt, en BSG-klubb. Det vilade dock en skugga över denna seger eftersom det ryktades om att Union Halle fick flera fördelar under turneringen, t ex fick laget spela alla sina matcher fram till finalen hemma. Precis som Planitz ett år tidigare fick Halle heller inte delta i de västtyska mästerskapen, denna gång var det västtyskarna som hade bestämt att ett lag från den "sovjetiskt ockuperade zonen" inte fick delta.

### Oberliga 1949-1978

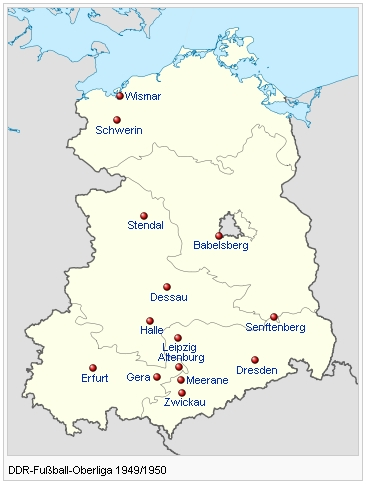
Oberligaklubbarna 1949/50

Säsongen 1949/50 startade den nyskapade och rikstäckande Oberliga som bestod av de tio lag som deltog i slutspelet 1949 samt FDGB-pokalfinalisterna samma år. Plats nr. 13 tilldelades Sachsen eftersom länet hade många starka lag. 14:e deltagare blev ZSG Horch Zwickau som slog Jena i en avgörande kvalmatch den 20 augusti 1949 och det var även Horch Zwickau som vann första Oberligasäsongen. Zwickau var ett BSG-lag som bestod av spelare från SG Planitz och som tillhörde biltillverkaren Horch som snart därefter flyttade sin tillverkning till västtyska Ingolstadt och bytte namn till Audi (latin för tyska ordet "horch", vilket betyder "lyssna!"). Säsongen 1950/51 integrerades tre lag från Östberlin (Union Oberschöneweide, SG Lichtenberg 47 och VfB Pankow) sedan staden hade blivit huvudstad för den nygrundade staten Deutsche Demokratische Republik. Efter en katastrofal säsong hamnade Pankow på sista plats och skulle flyttats ner, likaså slutade Oberschöneweide på nedflyttningsplatsen. Men eftersom Berlin ansågs vara ett viktigt politiskt, ekonomiskt och kulturellt centrum bestämde den politiska ledningen att lagen ändå skulle förbli i landets högsta liga. Hösten 1952 bestämde finansministeriet biljettpriserna där en läktarplats kostade 2 Mark och en ståplats 1 Mark (motsvarande ca 240 kr respektive 120 kr räknat i köpkraft år 2021 i Sverige), ungdomar och handikappade betalade knappt en halv Mark (ca 50 kr). Dessa priser bestod i flera decennier framöver och ledde till ekonomiska problem för klubbarna eftersom de var otillräckliga för att täcka kostnaderna.
Sedan juli 1952 var DDR FIFA-medlem. Strax därefter bildades flera särskilda sportklubbar, Sportclub (SC), för att höja den sportsliga nivån. Sportklubbarna kom att dominera Oberliga. Under vinteruppehållet 1965-1966 separerades tio fotbollssektioner från tio sportklubbar och bildade självständiga fotbollsklubbar, Fussballclub (FC). Dessa fotbollsklubbar skulle utgöra eliten i östtysk fotboll, skapa stabilitet i högsta ligan och förse landslaget med bra spelare. Samtliga klubbar fick förkortningen ”FC” i sina namn. Även SG Dynamo Dresden fick samma status som fotbollsklubbarna år 1968, men behöll förkortningen "SG", för Sportgemeinschaft, i namnet. Namnen i övrigt fick klubbarna i regel med hänsyn till den lokala industrin. SC Empor Rostock kallade sig då för "FC Hansa Rostock", SC Leipzig för "1. FC Lokomotive Leipzig", SC Motor Jena för ”FC Carl Zeiss Jena” och SC Chemie Halle för ”Hallescher FC Chemie” osv. Enligt historikern Joakim Glaser berodde denna reform på att västtyska Bundesliga hade bildats i början av 1960-talet och genom att bilda fotbollsklubbar ville man öka Oberligas attraktivitet. De bästa spelarna "delegerades" till fotbollsklubbarna, de andra spelade i BSG-lagen. Därmed hade politiken ett stort inflytande över vilka spelare som spelade i vilka lag. Spelarna arbetade officiellt inom det företag/den branschen som fotbollslaget tillhörde men inofficiellt var alla fotbollsproffs. Däremot var det ovanligt att köpa och sälja spelare så som man gjorde i de västeuropeiska ligorna. Därför satsade klubbarna i regel på att få fram egna talanger.
På europeisk nivå uppnådde DDR-fotbollen sin största framgång på klubbnivå när 1.FC Magdeburg vann Cupvinnarcupen 1974 med 2-0 mot AC Milan. Både Carl Zeiss Jena och Lok Leipzig nådde finalen i samma tävling 1981 respektive 1987. Oberligas sista europacupmatch spelades av Hansa Rostock mot FC Barcelona. I hemmamötet inför 8 500 åskådare vann östyskarna med 1-0, men bortamötet förlorades med 0-3.

### BFC Dynamos storhetstid (1979-1988)

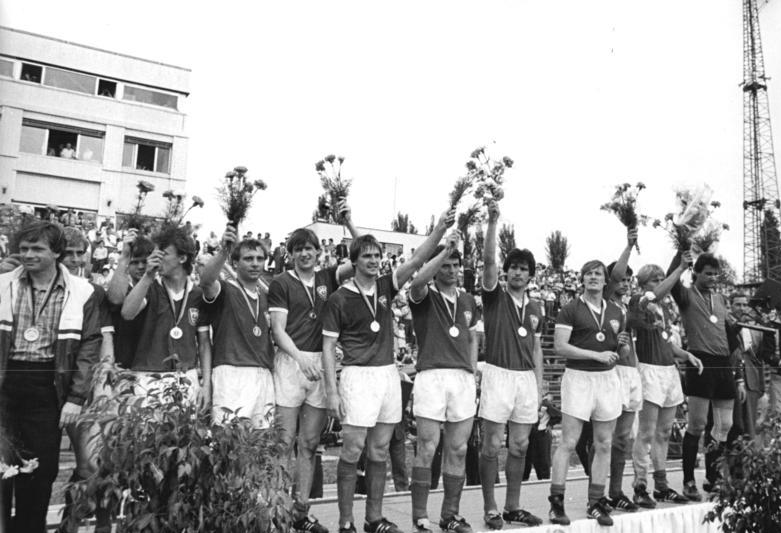
BFC Dynamo efter ligavinsten 1984

Vissa klubbar behandlades dock bättre än andra, exempelvis BFC Dynamo som hade nära kontakter med Stasi och fick goda materiella förutsättningar. Speciellt BFC Dynamo kom att spela en speciell roll i DDR-Oberligans slutfas på 1980-talet när laget vann tio mästartitlar i rad. Detta berodde mycket på att klubben kunde utveckla en stark ungdomsorganisation och hade möjlighet att värva talanger från hela Östtyskland. Ytterligare en framgångsfaktor var att bra spelare delegerades till toppklubbarna vilket gynnade bl a Dynamo Berlin. Sist men inte minst hade laget tillgång till träningslägret Uckley i Königs-Wusterhausen (sydost om Berlin). Även dåtida moderna metoder som kosthållning och utvärderingar med hjälp av inspelade fotbollsmatcher var en del av tränaren Jürgen Bogs' repertoar.
Men även domare misstänks ha hjälpt BFC Dynamo genom att påverka matcherna via tvivelaktiga domslut. En av de största diskussionerna vållade en händelse under matchen mellan 1. Lokomotivie Leipzig och BFC Dynamo säsongen 1985/86. Leipzig hade länge haft ledningen med 1-0 men i den 80:e minuten utvisades Leipzigspelaren Liebers och när 90 minuter hade spelats bestämde domaren Stumpf att låta matchen fortsätta i flera minuter till. I den 95:e minuten blåste Stumpf straff för BFC Dynamo vilket resulterade i matchen slutade oavgjort. Straffen har senare gått till historien som Schand-Elfmeter von Leipzig (ungefär: Den skamliga straffen i Leipzig), men det har visat sig i efterhand att straffen hade dömts korrekt. Publikens protester och den kritiska rapporteringen i sporttidningarna efteråt ledde dock till att Stumpf aldrig mer fick döma en match i Oberliga. Några bevis för att domare stod under direkta instruktioner från Stasi eller att Stasi mutade domare har aldrig påträffats i arkiven.

### DDR-Oberliga avvecklas (1989-91)

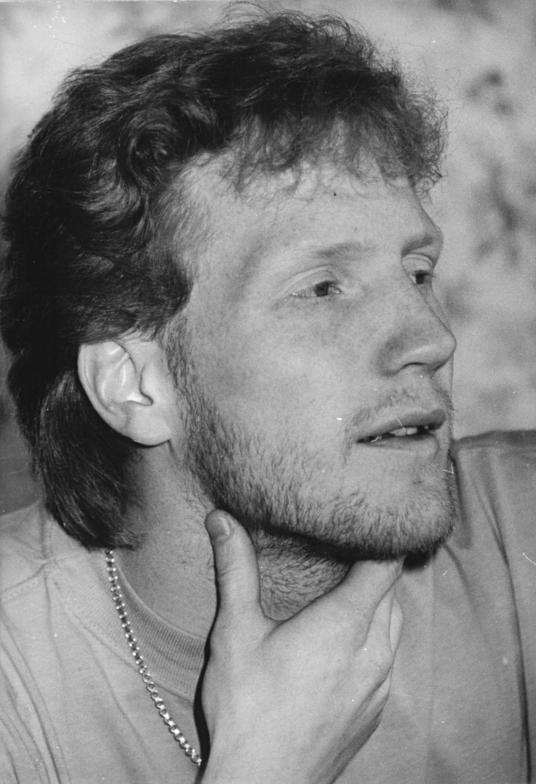
Matthias Sammer (1990)

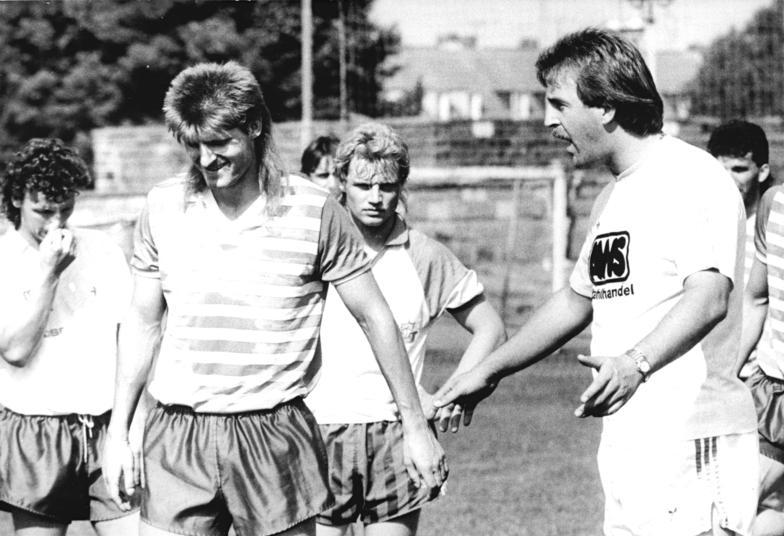
Uwe Reinders (t h, 1990)

Den 9 november 1989 öppnades Berlinmuren och konsekvenserna för DDR-fotbollen visade sig genast. Publiksiffrorna sjönk drastiskt och redan under den pågående säsongen 1989/90 lämnade målskytten Andreas Thom (BFC Dynamo) för Bayer Leverkusen i västtyska Bundesliga. Efter säsongen bytte de bästa spelarna Oberliga mot Bundesliga och en del storlag som Dynamo Dresden tömdes nästan helt på spelare. Eftersom Tysklands återförening fullbordades i snabbt tempo kom också snart frågan upp hur den östtyska fotbollen skulle integreras i den västtyska ligapyramiden. Den sista Oberligasäsongen 1990/91, som startade den 11 augusti 1990, blev tillika en möjlighet att kvalificera sig för Bundesliga respektive 2:a Bundesliga. Hans-Georg Moldenhauer, DDR-fotbollsförbundets sista ordförande, hade förhandlat fram att ettan och tvåan i slutet av säsongen fick delta i Bundesligasäsongen 1991/92, lagen på plats 3-6 fick delta i 2:a Bundesliga. Lagen på plats 7-12 spelade tillsammans med de två bästa lagen från DDR:s andra liga om två ytterligare platser i 2:a Bundesliga säsongen 91/92.
Denna sista säsong började under speciella omständigheter eftersom den i DDR-fotbollen brukliga symbiosen mellan sport och politik hade ersatts av kapitalism och marknadsekonomi. Stjärnor som Matthias Sammer och Ulf Kirsten hade redan sålts till västtyska Bundesliga och pengarna från dessa övergångar använde Oberligaklubbarna för att värva spelare från andra lag i ligan, men även f.d. Bundesligaspelare kom till Oberliga. Dynamo Dresden exempelvis värvade Uwe Rösler för drygt en miljon D-Mark från Magdeburg och Sergio Allievi kom från Västtysklands högsta liga. Publiken svek dock ligan i sin allra sista säsong och uteblev från matcherna, publiksnittet hamnade på knappt 5 000 åskådare, vilket bland annat berodde på att människor i DDR utnyttjade möjligheten att kunna se på Bundesligamatcher istället. Tränaren Bernd Stange tyckte att stämningen på Oberligamatcherna var "som på en begravning". Det låga publiksnittet blev också en stor drivkraft att nå Bundesliga där man kunde räkna med stora intäkter. Hansa Rostock satsade här på tränaren Uwe Reinders från Västtyskland som hade gedigna kunskaper om hur fotboll fungerade i "väst". Överraskande nog fungerade Rostocks koncept där Reinders kombinerade disciplin med en avslappnad attityd och motiverande tal. Medan det f.d. storlaget BFC Dynamo (numera som FC Berlin), som hade tappat sex spelare till Bundesliga, fick fortsätta i den västtyska amatörligan, lyckades Hansa Rostock vinna ligan och hamnade således i Bundesliga, som tvåa följde Dynamo Dresden efter. Rot-Weiß Erfurt, HFC Chemie, Chemnitzer FC, Carl-Zeiss Jena, Lok Leipzig och Stahl Brandenburg fick spela i 2:a Bundesliga.
Att DDR var i upplösning visade sig också i huliganvåldet som överskuggade säsongen: Rostock, Dresden, Erfurt och Berlin drabbades om och om igen av våldsamma bråk. Volkspolizei (DDR:s polis) försökte kontrollera situationen genom att använda fler poliser men dessa saknade erfarenhet och visste inte alltid hur de skulle bete sig. Särskilt mellan Leipzig och Berlin hade stämningen under hela säsongen eskalerat och inför matchen mellan båda lagen den 3 november 1990 hade en del Berlinfans hotat att "antända" Leipzig. De 25 poliserna på plats ville agera preventivt och hindrade en grupp på 400 Berlinanhängare från att komma till arenan i Leipzig, men situationen blev snabbt okontrollerbar och polisen använde sina batonger för att tränga berlinarna tillbaka till centralstationen. När huliganerna besvarade våldet genom att kasta stenar på polisen gav det vakthavande befälet order om att använda skjutvapen ifall det behövdes vilket resulterade i att fem huliganer träffades av pistolskott, den 18-årige Mike Polley dog på plats. Som en konsekvens vågade allt färre människor att gå på matcherna och den planerade vänskapsmatchen mellan Väst- och Östtysklands landslag ställdes in.
Den sista Oberligasäsongen slutade på följande sätt:
| Nr | Lag                | S  | V  | O  | F  | GM:IM | MS  | P     |
| -- | ------------------ | -- | -- | -- | -- | ----- | --- | ----- |
| 1  | Hansa Rostock      | 26 | 13 | 9  | 4  | 44:25 | +19 | 35:17 |
| 2  | Dynamo Dresden     | 26 | 12 | 8  | 6  | 48:28 | +20 | 32:20 |
| 3  | Rot-Weiß Erfurt    | 26 | 11 | 9  | 6  | 30:26 | +4  | 31:21 |
| 4  | HFC Chemie         | 26 | 10 | 9  | 7  | 40:31 | +9  | 29:23 |
| 5  | Chemnitzer FC      | 26 | 9  | 11 | 6  | 24:23 | +1  | 29:23 |
| 6  | FC Carl Zeiss Jena | 26 | 12 | 4  | 10 | 41:36 | +5  | 28:24 |
| 7  | Lokomotive Leipzig | 26 | 10 | 8  | 8  | 37:33 | +4  | 28:24 |
| 8  | Stahl Brandenburg  | 26 | 9  | 9  | 8  | 34:31 | +3  | 27:25 |
| 9  | Eisenhüttenstadt   | 26 | 7  | 12 | 7  | 29:25 | +4  | 26:26 |
| 10 | 1. FC Magdeburg    | 26 | 9  | 8  | 9  | 34:32 | +2  | 26:26 |
| 11 | FC Berlin          | 26 | 7  | 8  | 11 | 25:39 | -14 | 22:30 |
| 12 | Sachsen Leipzig    | 26 | 6  | 10 | 10 | 23:38 | -15 | 22:30 |
| 13 | Energie Cottbus    | 26 | 3  | 10 | 13 | 21:38 | -17 | 16:36 |
| 14 | Victoria Frankfurt | 26 | 4  | 5  | 17 | 29:54 | -25 | 13:39 |

Källa: 

## Östtyska klubbar efter återföreningen
Trots att de åtta bästa lagen från Östtyskland fick börja säsongen 1991/92 i Bundesliga respektive 2. Bundesliga ramlade nästan samtliga lag ner i den västtyska amatörligan. Skälet var att lagen över en natt hade förlorat stödet som klubbarna hade fått direkt från staten eller indirekt via de statligt ägda företagen. Under de första fem åren efter murens fall gick 150 spelare från öst till väst. Erfarenheterna med den kapitalistiska fotbollsvärlden saknades och lurendrejare som Rolf-Jürgen Otto i Dresden lovade mycket men bidrog snarare till den östtyska fotbollens förfall. Magdeburg (cupvinnarcupmästare från 1974), Jena (europacupfinaldeltagare 1981), Lok Leipzig (europacupfinaldeltagare 1987) spelade på 2010-talet i fjärde ligan medan Dresden, Rostock och Cottbus hade etablerat sig i 3. Liga. Cottbus hade i början av 2000-talet nått Bundesliga men efter klubbens nedflyttning 2009 fanns det inget östtyskt lag i Bundesliga längre. Detta ändrades först 2016 när RB Leipzig lyckades att ta sig upp. Och genom Union Berlins uppflyttning 2019 finns det numera även ett lag i Bundesliga som har spelat i DDR-Oberliga.

## Mästare
BFC Dynamo blev mesta mästarna, med 10 titlar.
| Säsong  | Klubb                     |
| ------- | ------------------------- |
| 1947/48 | SG Planitz                |
| 1948/49 | ZSG Union Halle           |
| 1949/50 | ZSG Horch Zwickau         |
| 1950/51 | BSG Chemie Leipzig        |
| 1951/52 | BSG Turbine Halle         |
| 1952/53 | SG Dynamo Dresden         |
| 1953/54 | BSG Turbine Erfurt        |
| 1954/55 | BSG Turbine Erfurt        |
| 1956    | SC Wismut Karl Marx Stadt |
| 1957    | SC Wismut Karl Marx Stadt |
| 1958    | ASK Vorwärts Berlin       |
| 1959    | SC Wismut Karl Marx Stadt |
| 1960    | ASK Vorwärts Berlin       |
| 1961    | Inställt                  |
| 1961/62 | ASK Vorwärts Berlin       |

| Säsong  | Klubb               |
| ------- | ------------------- |
| 1962-63 | SC Motor Jena       |
| 1963-64 | BSG Chemie Leipzig  |
| 1964-65 | ASK Vorwärts Berlin |
| 1965-66 | FC Vorwärts Berlin  |
| 1966-67 | FC Karl-Marx-Stadt  |
| 1967-68 | FC Carl Zeiss Jena  |
| 1968-69 | FC Vorwärts Berlin  |
| 1969-70 | FC Carl Zeiss Jena  |
| 1970-71 | SG Dynamo Dresden   |
| 1971-72 | 1. FC Magdeburg     |
| 1972-73 | SG Dynamo Dresden   |
| 1973-74 | 1. FC Magdeburg     |
| 1974-75 | 1. FC Magdeburg     |
| 1975-76 | SG Dynamo Dresden   |
| 1976-77 | SG Dynamo Dresden   |

| Säsong  | Klubb                |
| ------- | -------------------- |
| 1977-78 | SG Dynamo Dresden    |
| 1978-79 | Berliner FC Dynamo   |
| 1979-80 | Berliner FC Dynamo   |
| 1980-81 | Berliner FC Dynamo   |
| 1981-82 | Berliner FC Dynamo   |
| 1982-83 | Berliner FC Dynamo   |
| 1983-84 | Berliner FC Dynamo   |
| 1984-85 | Berliner FC Dynamo   |
| 1985-86 | Berliner FC Dynamo   |
| 1986-87 | Berliner FC Dynamo   |
| 1987-88 | Berliner FC Dynamo   |
| 1988-89 | SG Dynamo Dresden    |
| 1989-90 | 1. FC Dynamo Dresden |
| 1990-91 | FC Hansa Rostock     |

Källor:”DDR-Oberliga”. Das deutsche Fussball-Archiv. http://www.f-archiv.de/. Läst 4 mars 2008.